# کونگز
کونگز (انگلیسی: Kungs؛ زادهٔ ۱۷ دسامبر ۱۹۹۶) یک موسیقی‌دان اهل فرانسه است. وی با ترانه این دختر به همراهی کوکین آن ثری برنرز در چارت بریتانیا به رتبه ۲ دست یافت.